# 圣萨蒂南 (康塔尔省)
圣萨蒂南（法語：Saint-Saturnin，法語發音：[sɛ̃ satyʁnɛ̃]）是法国康塔尔省的一个市镇，位于该省中北部，属于圣弗卢尔区。

## 地理
圣萨蒂南（45°15'19"N, 2°47'42"E）面积38.71 平方千米，位于法国奥弗涅-罗讷-阿尔卑斯大区康塔爾省，该省份为法国中南部省份，位于法國中央高原中心，北起科雷兹省、上盧瓦爾省和多姆山省，西接洛特省和科雷兹省，南至阿韦龙省和洛特省，东临上盧瓦爾省和洛泽尔省。
与圣萨蒂南接壤的市镇（或旧市镇、城区）包括：谢拉德、迪耶讷、朗代拉、吕加尔德、马尔沙斯泰勒、圣博内德孔达、塞居莱维拉、韦尔诺勒。
圣萨蒂南的时区为UTC+01:00、UTC+02:00（夏令时）。

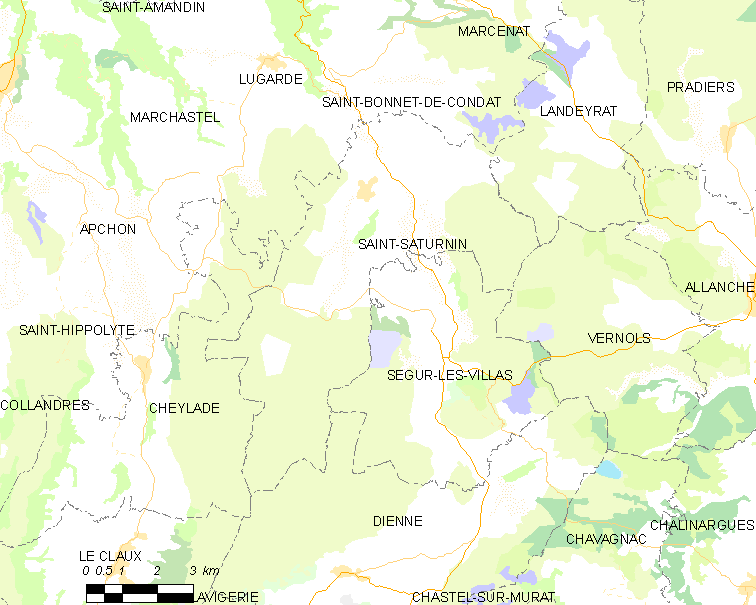
圣萨蒂南的OSM定位图

## 行政
圣萨蒂南的邮政编码为15190，INSEE市镇编码为15213。

## 政治
圣萨蒂南所属的省级选区为米拉县。

## 人口

1962-2008年间圣萨蒂南人口变化图示

圣萨蒂南于2022年1月1日时的人口数量为191人。